# ベーリングユキホオジロ
ベーリングユキホオジロ（学名：Plectrophenax hyperboreus）は、スズメ目ホオジロ科に分類される鳥類の一種。
- ユキホオジロの近縁種。

## 分布
新北区に生息する。